# Piaggio
Piaggio (Piaggio & C. SpA) is een Italiaanse producent van vliegtuigen, bromfietsen, scooters, auto's en motorfietsen. Verschillende andere Europese merken behoren tot het Piaggio-concern.

## Geschiedenis
Het bedrijf werd in 1884 in Genua opgericht door de toen twintigjarige Rinaldo Piaggio. Aanvankelijk richtte hij zich op de inrichting van de luxe zeeschepen die in Genua werden gebouwd. Piaggio richtte zich al snel op andere markten. Het bedrijf bouwde bijvoorbeeld stoomaangedreven zaagmachines, later produceerde men ook spoorrijtuigen (1908), motorboten en zelfs grote vliegtuigen (1915). Belangrijkste door Piaggio in die tijd geïntroduceerde vernieuwing was de drukcabine voor vliegtuigen. Rinaldo Piaggio overleed in 1938, en liet zijn twee fabrieken (in Pisa en Pontedera) na aan zijn zonen Enrico en Armando Piaggio.
Het bedrijf Piaggio produceerde in de Tweede Wereldoorlog militaire vliegtuigen, met name de P.108-bommenwerper. Dat betekende ook dat de fabrieken van Piaggio doelwit werden voor de geallieerde strijdkrachten. De fabrieken werden dan ook meerdere malen gebombardeerd en waren tegen het eind van de oorlog vrijwel volledig vernietigd.
In 1946 werd de eerste scooter gebouwd, die vanwege zijn zachte gezoem en slanke taille Vespa (wesp) genoemd werd. In 1946 werden er in totaal slechts 2181 Vespa's afgezet. Deze werden via de dealers van het automerk Lancia verkocht. Er zijn later door intensieve reclame (onder meer in de film Roman Holiday met Audrey Hepburn) wereldwijd meer dan 15 miljoen Vespa's verkocht.
Op basis van de Vespa werd een driewielige bestelwagen ontwikkeld waarvan in 1948 de eerste modellen op de markt kwamen onder de naam Ape, wat in het Italiaans bij betekent. Dit wegens het karakteristieke geluid.
Vanaf 1958 produceerde Piaggio ook auto's. Hoewel deze redelijk verkochten in Frankrijk en Duitsland was met name het veel grotere Fiat bang een deel van de markt voor kleinere gezinsauto's te verliezen aan Piaggio. In 1959 werd dit geschil op zeer Italiaanse wijze opgelost door een huwelijk tussen een dochter van de Piaggio-familie en een lid van de Fiat-familie Agnelli. Later zou Piaggio volledig worden opgenomen in de Fiat-groep. Het maakte zich daar eind jaren 90 weer los van Fiat. Sindsdien is het bedrijf zelfstandig gebleven.
In 1964 werd het bedrijf Piaggio opgesplitst. Enrico Piaggio zou zich volledig richten op scooters, motoren en bromfietsen. Zijn broer Armando Piaggio richtte zich op de productie van vliegtuigen.
Sinds 1970 behoort ook Gilera tot het Piaggio-concern. Diverse Vespa-bromfietsmodellen werden ook onder de merknaam Piaggio uitgebracht. Sinds 1999 is Piaggio eigendom van Morgan Grenfell Private Equity. In 2001 nam Piaggio het Spaanse merk Derbi over en kocht ook 20% van de aandelen van MV Agusta. In 2004 nam Piaggio ook het merk Aprilia over. In 1987 werd ook het Oostenrijkse Puch al door Piaggio overgenomen.
Tussen 1992 en 2002 werd door Piaggio voor Daihatsu de Daihatsu Hijet gebouwd. Sindsdien bouwt Piaggio de Porter op basis van een Daihatsu-licentie.
Op dit moment is Piaggio de belangrijkste producent van scooters (via met name Piaggio, Puch, Vespa en Gilera), alsmede een van de belangrijkste motorfietsfabrikanten (Moto Guzzi, Aprilia). Bekende scootermodellen van Piaggio zijn bijvoorbeeld de Fly en de Zip. Waarschijnlijk het opvallendste model is de MP3, een driewielige uitvoering.

## Foto's

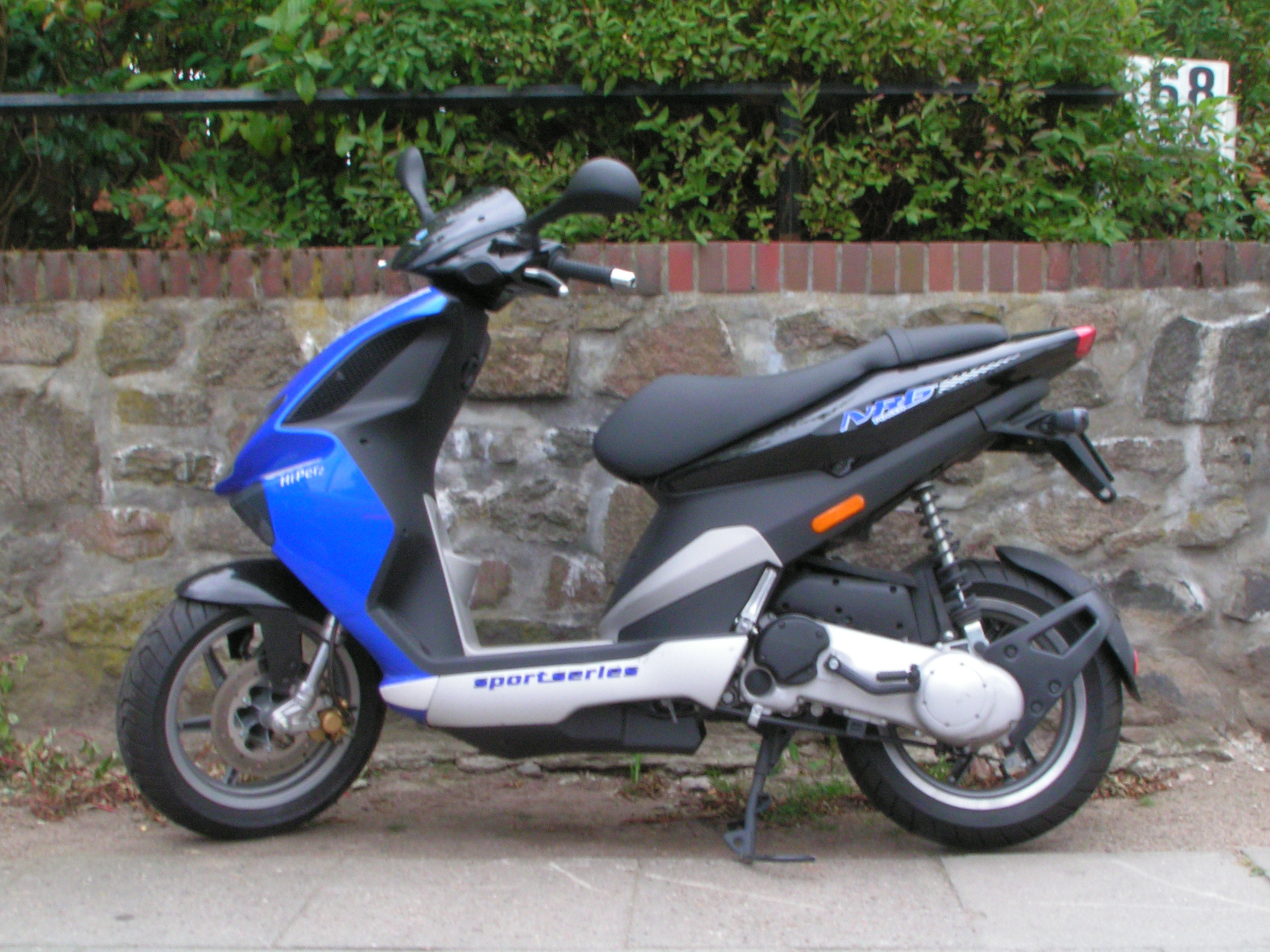
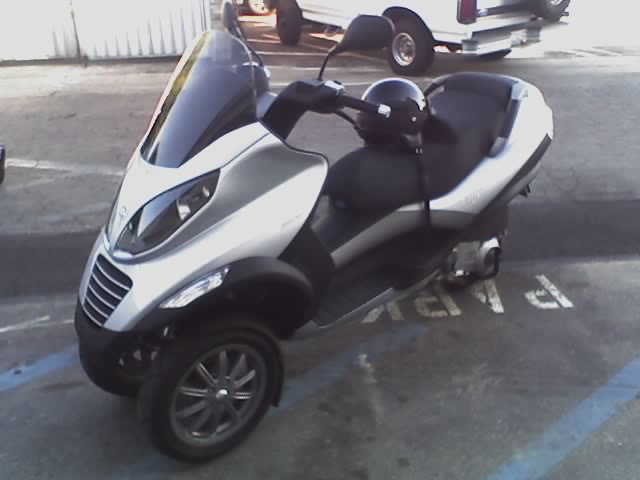
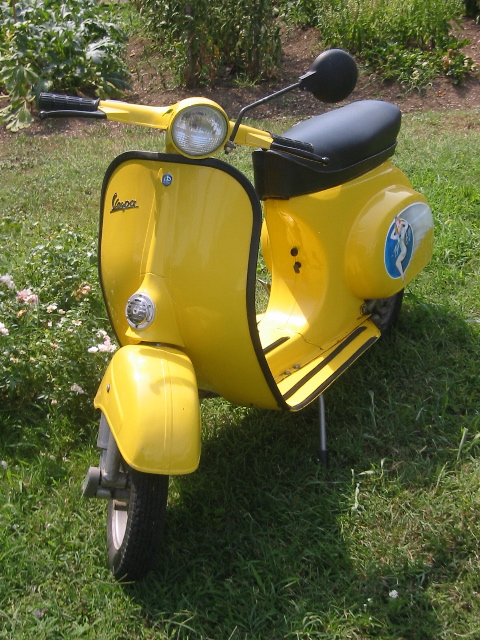
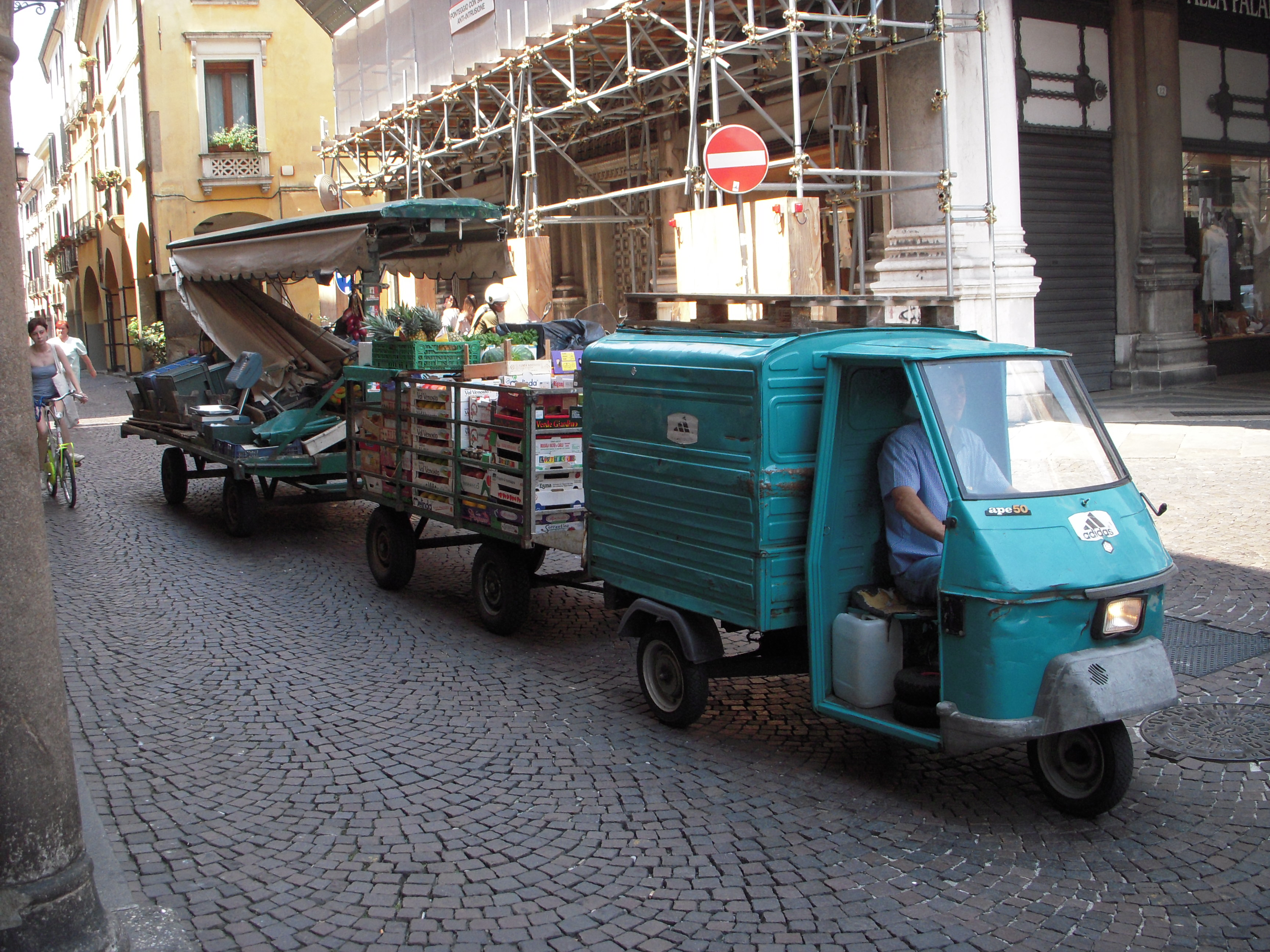
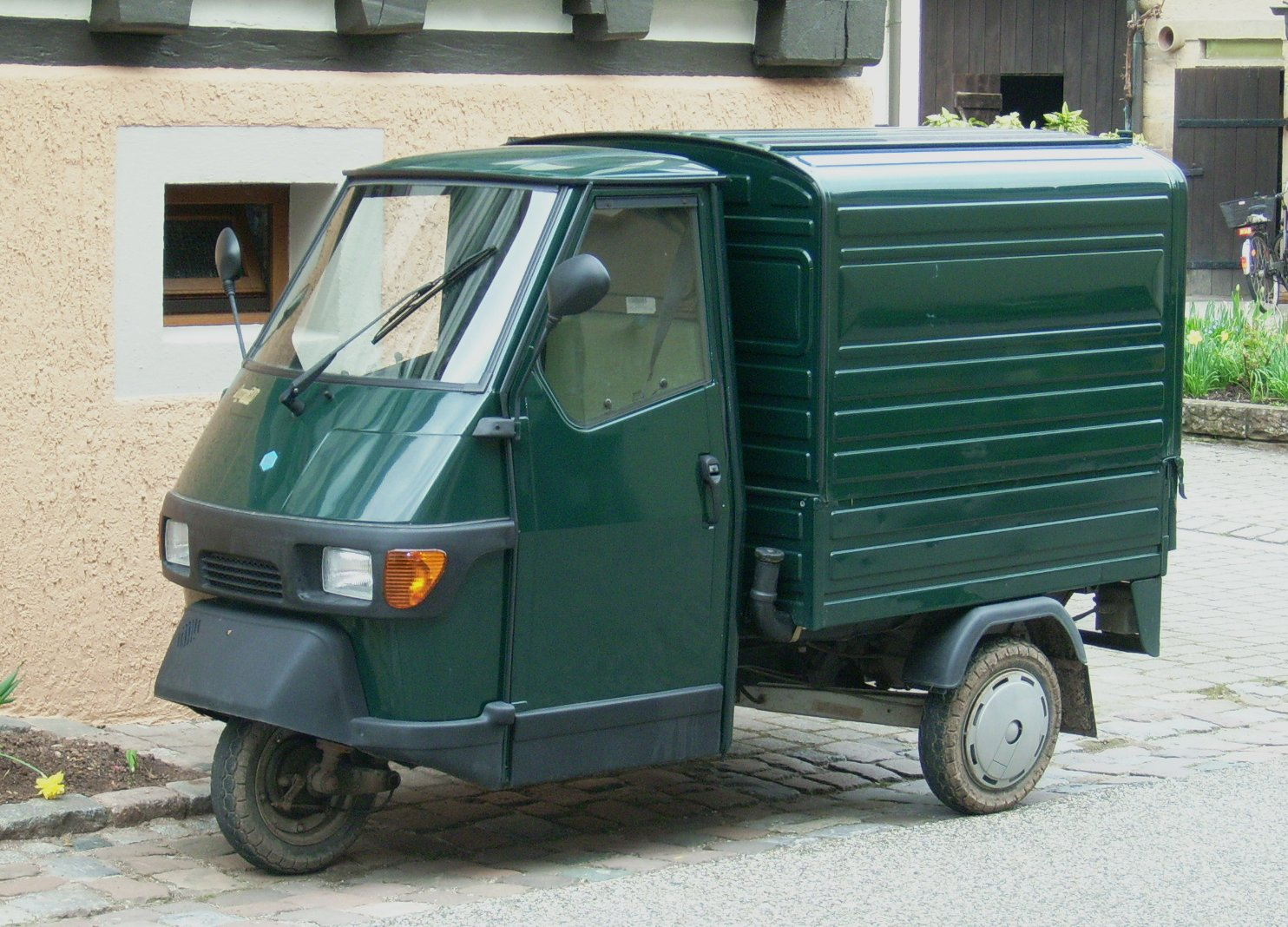
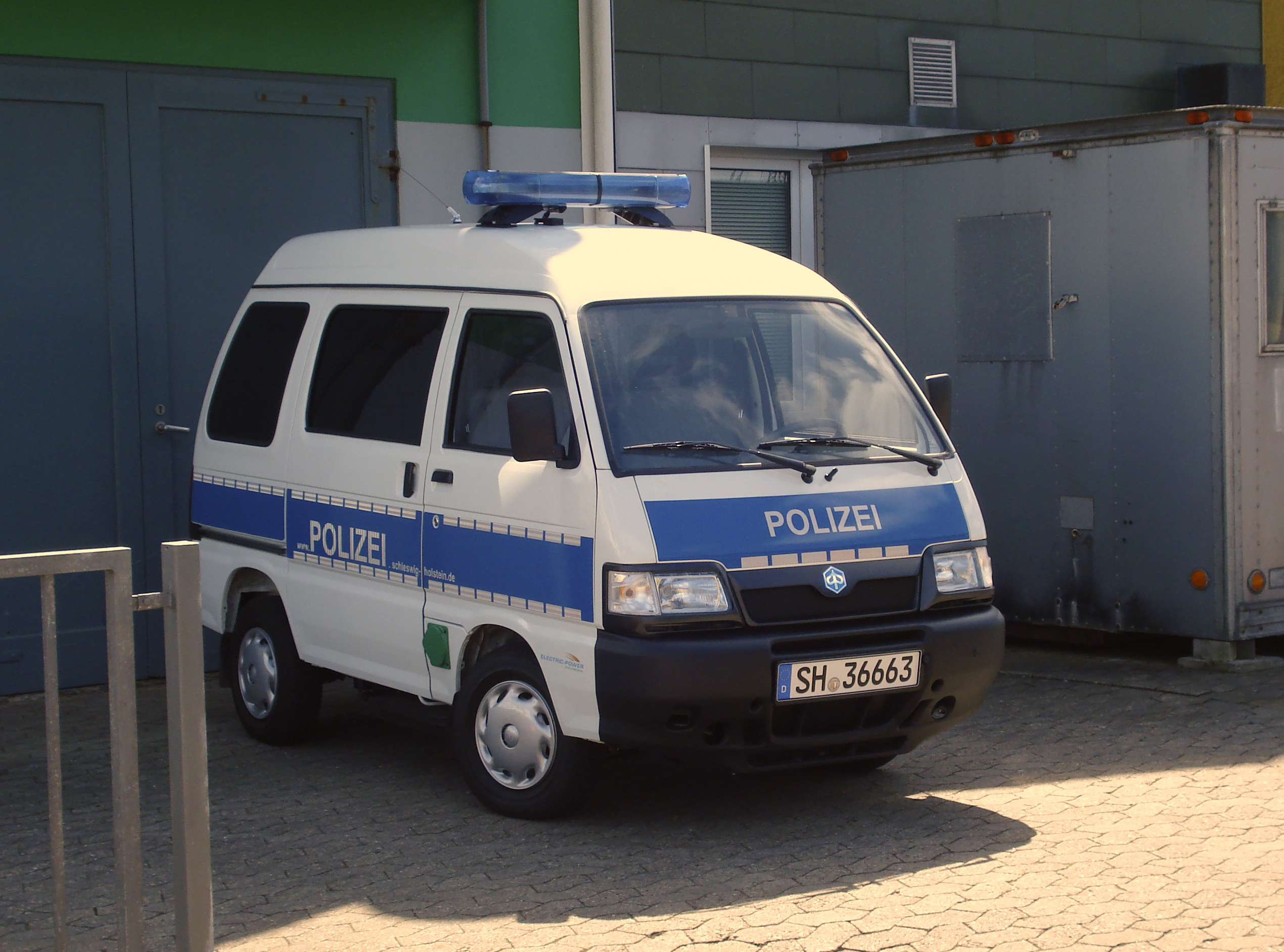
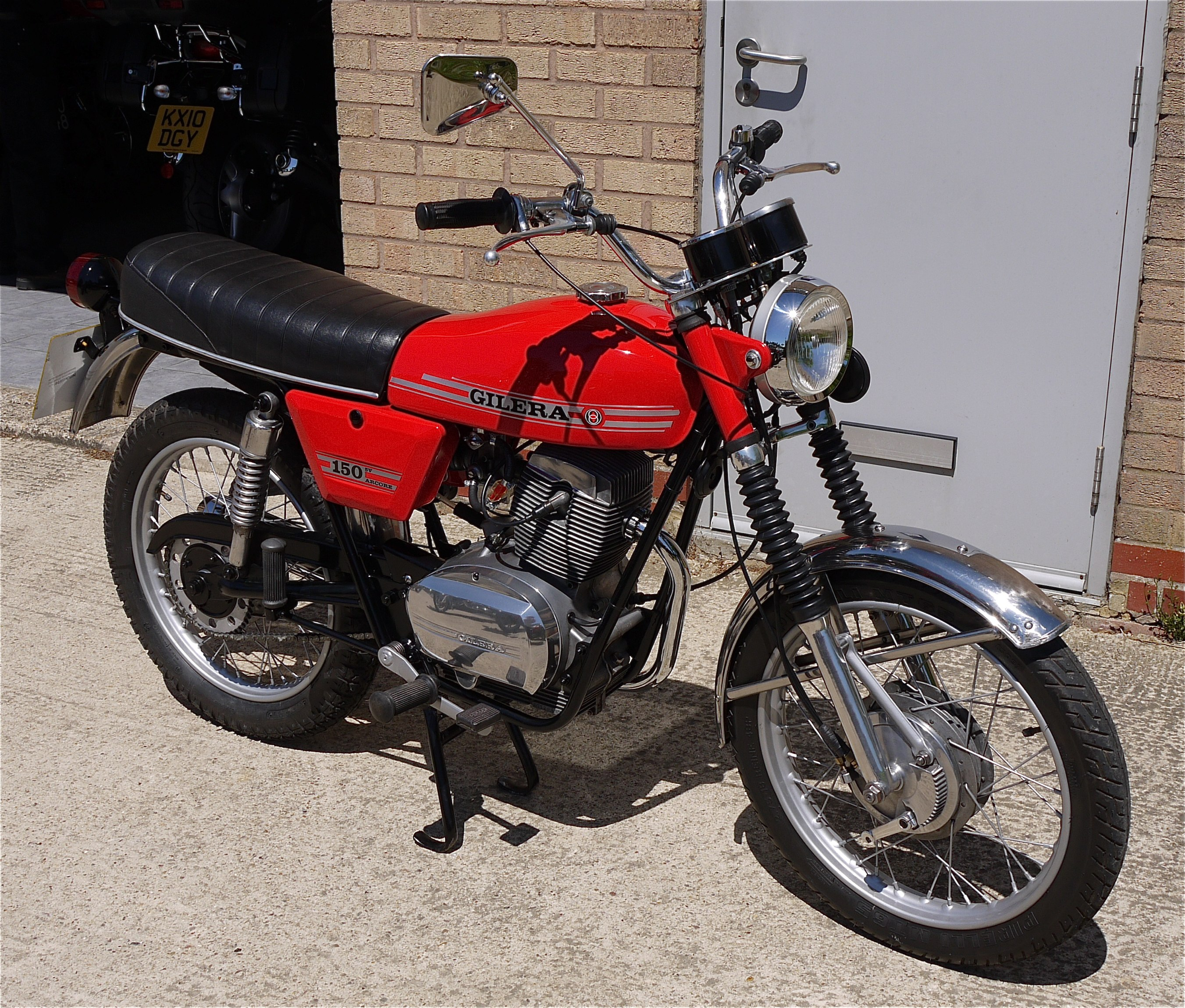

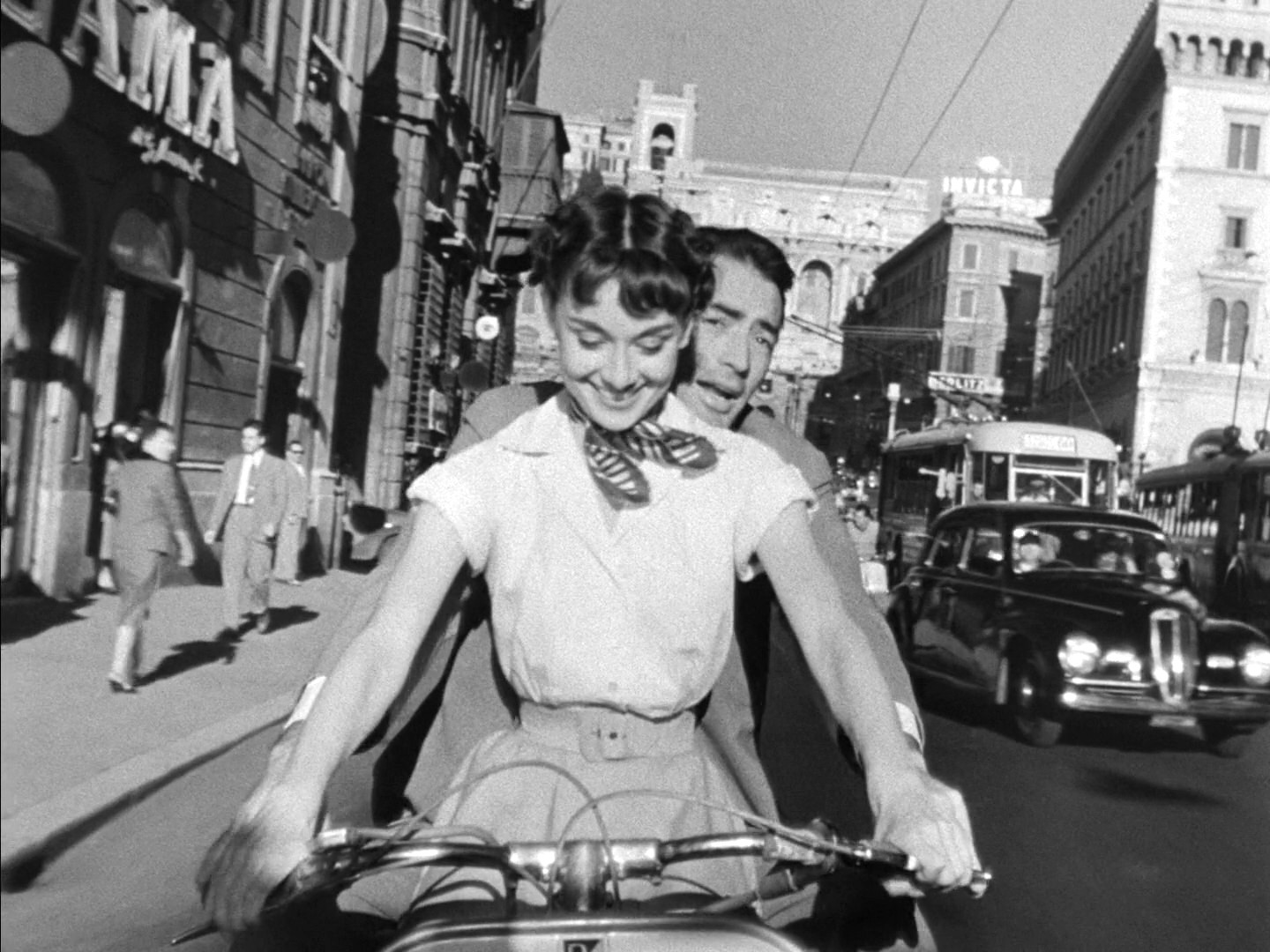
Wilde scooterrit uit a Roman Holiday